# أور الكلدانيين

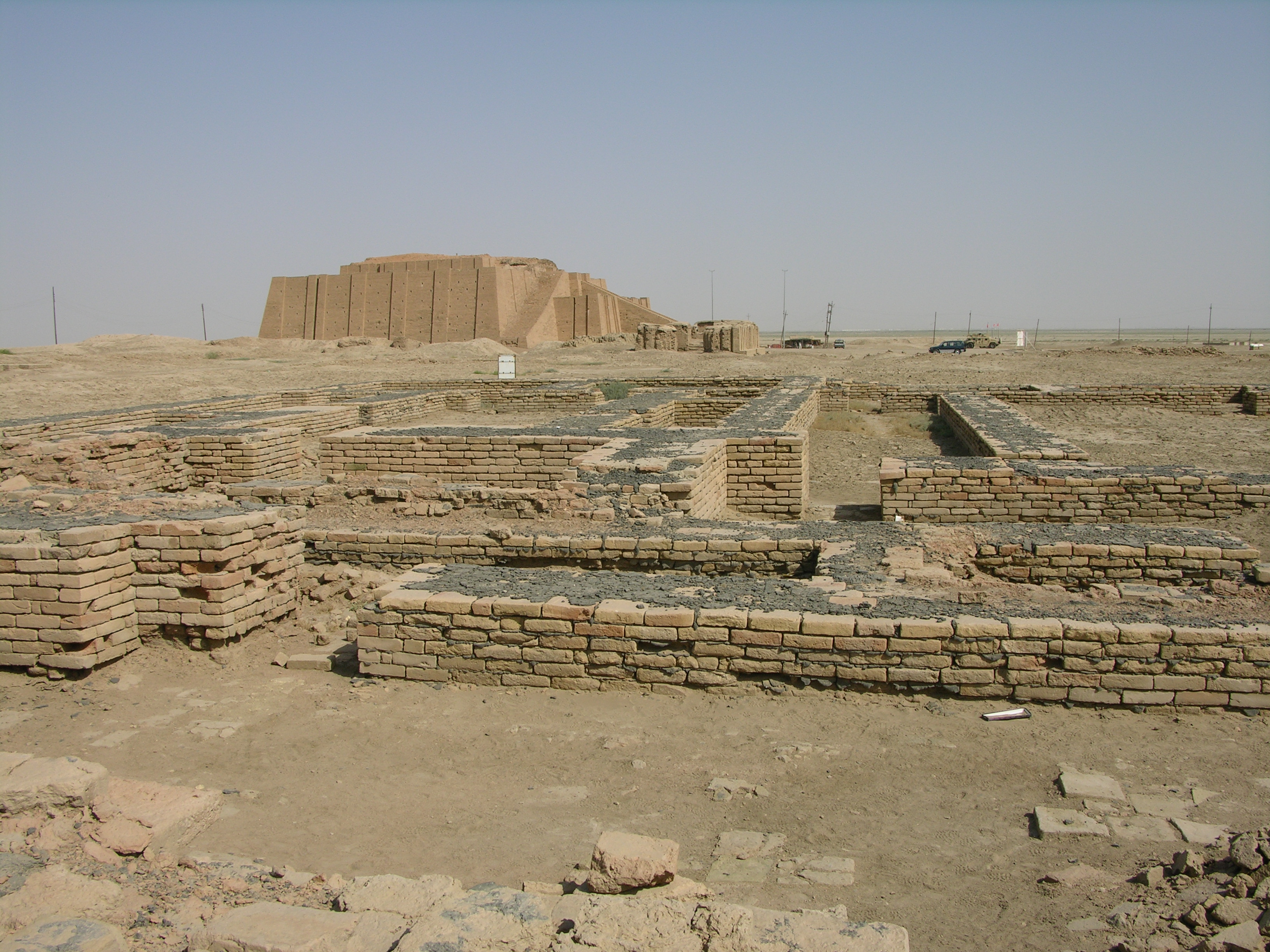
أنقاض أور في العراق الحديث، حسب الاعتقاد أنها هي نفسها مدينة أور الكلدانيين.

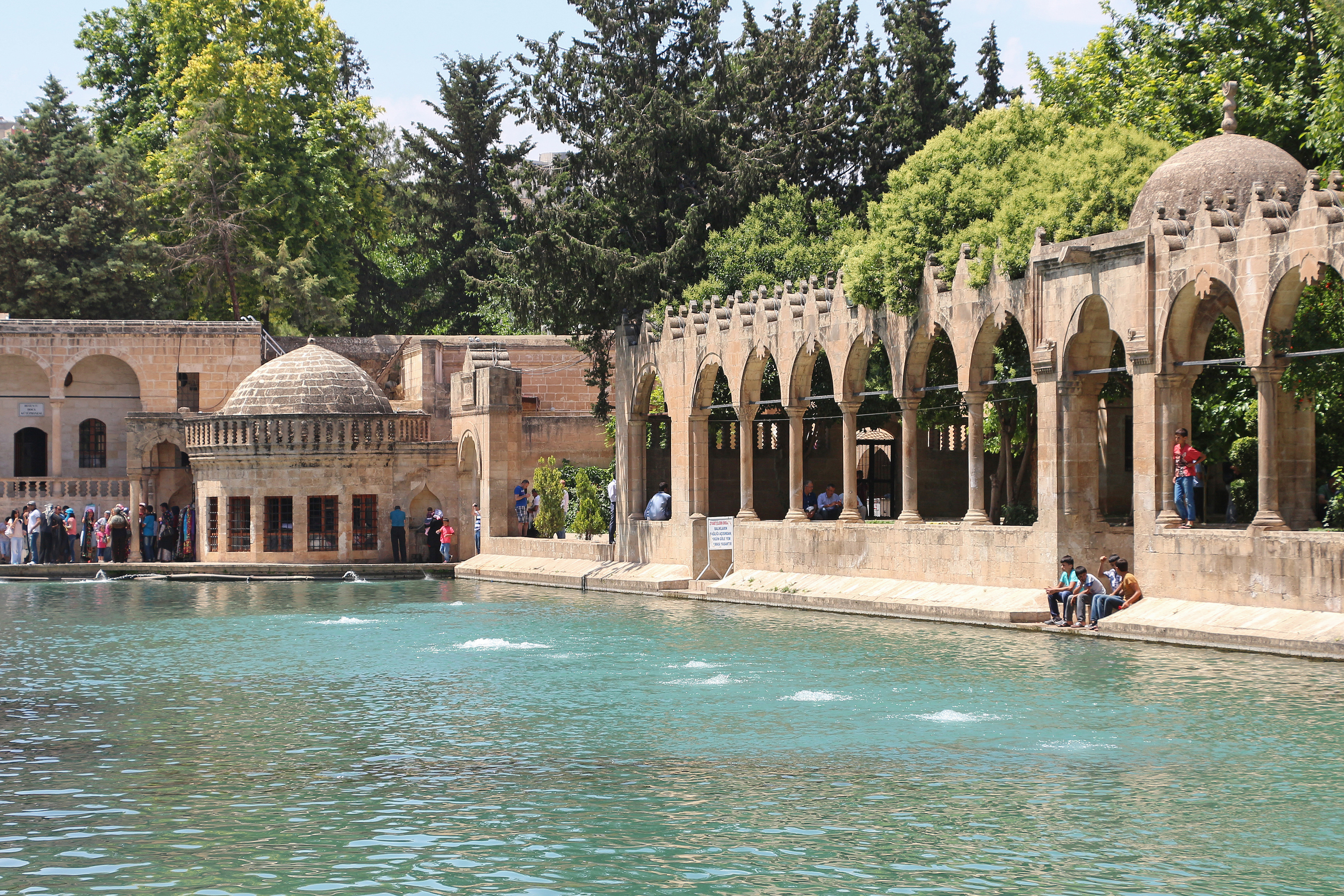
موقع تراث بركة إبراهيم بالقرب من أورفة في تركيا الحديثة، ويعتقد البعض أنها هي مدينة أور الكلدانيين استنادًا إلى فرضيات جوزيفوس ومايمونيدس.

أور الكلدانيين، هي مدينة مذكورة في الكتاب المقدس العبري كمهد النبي إبراهيم. في عام 1862 قال هنري رولنسون أنه تعرف على مكان المدينة بالقرب من الناصرية في جنوب العراق. وفي عام 1927 اكتشف ليونارد وولي الموقع وحدده كموقع أثري سومري حيث استقر الكلدانيون في حوالي القرن التاسع قبل الميلاد. استمرت أعمال علم الآثار الحديثة في التركيز على الموقع في الناصرية، حيث توجد زقورة أور القديمة.

## أعلام
- إبراهيم
- هاران بن تارح
- تارح
- ناحور بن ساروغ
- ساروغ
- سارة